# Apo Thavma
Apo Thavma (řecky Από θαύμα) je kyperský hraný film z roku 2010, který režíroval Marinos Kartikkis podle vlastního scénáře. Snímek měl světovou premiéru na Mezinárodním filmovém festivalu v Soluni 7. prosince 2010.

## Děj
Film vypráví dva odlišné příběhy odehrávající se v Nikósii. Manželé Aliki a Andreas před rokem ztratili čtyřletou dceru a nyní procházejí partnerskou krizí, ale snaží se o další dítě. Učitel Marios žije se svou ovdovělou matkou Dimitrou, před kterou skrývá svoji homosexualitu. Aliki se zajímá o zázrak Panny Marie, kdy v jednom kostele z ikona ronila slzy. Doufá, že se stane zázrak a ona opět otěhotní. Marios se na plovárně seznamuje s tanečníkem Alexisem, ale má strach navázat s ním bližší vztah. Dimitra pracuje jako zdravotní sestra a v nemocnici se setká s Aliki, která je zde hospitalizována kvůli nevolnosti v počínajícím těhotenství. Dimitra dostane od Aliki knihu o mariánských zjeveních, kterou dále věnuje svému synovi Mariosovi. Marios knihu daruje Alexisovi.

## Obsazení
| Eliza Patsalidou      | Aliki    |
| Lefteris Salomidis    | Andreas  |
| Giorgos Hatzikyriakou | Marios   |
| Androulla Irakleous   | Dimitra  |
| Manolis Hourdakis     | Alexis   |
| Lenia Sorocou         | Danai    |
| Katerina-Ino Kazantzi | Katerina |
| Marinos Anogyriatis   | Petros   |